# Poddanie

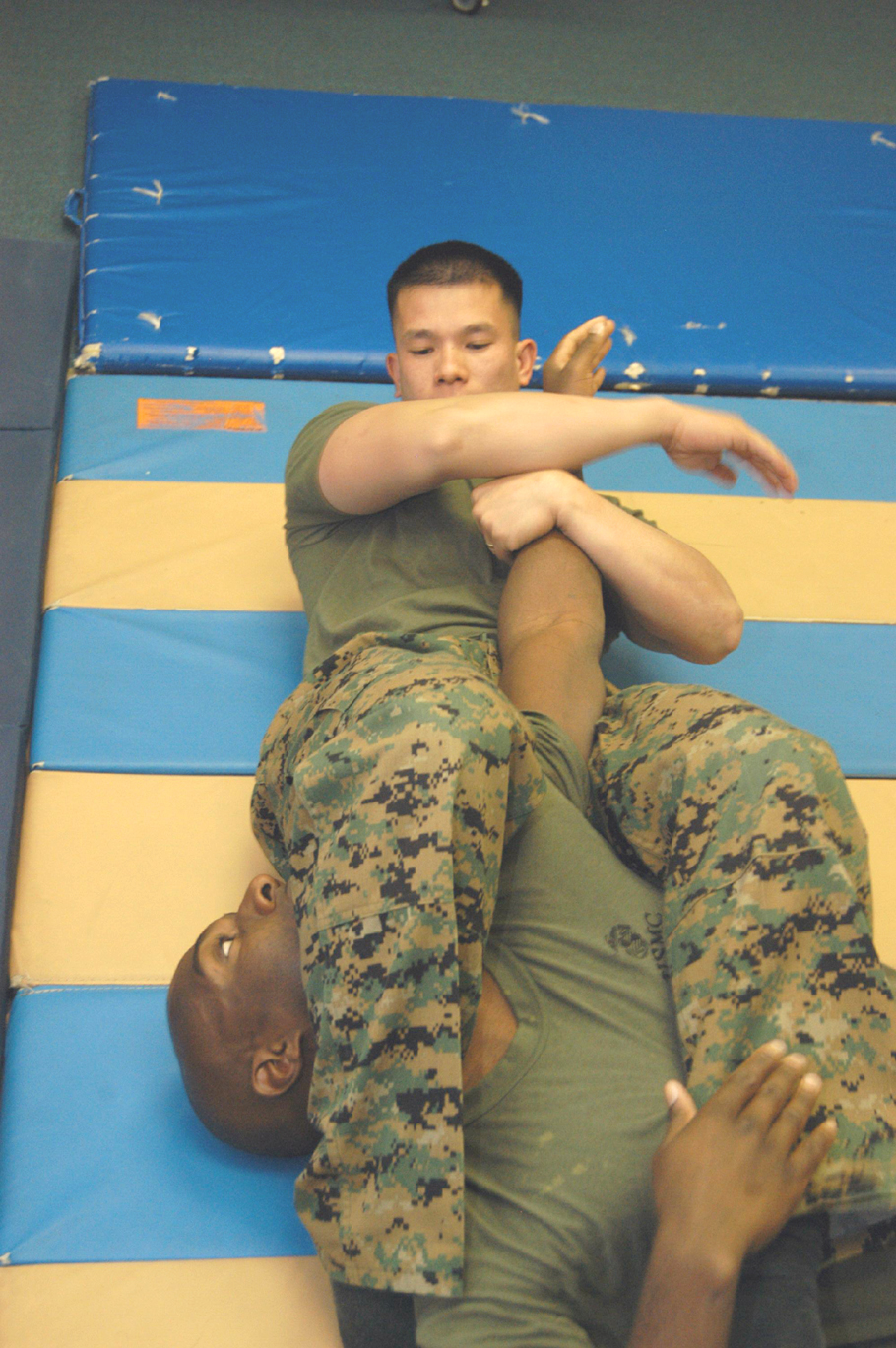
Poddanie się przez klepnięcie nogi rywala.

Poddanie (poddanie się) – termin używany w niektórych sportach walki określający akt rezygnacji jednego z zawodników z prowadzenia dalszej walki, który skutkuje jego natychmiastową porażką. Przyczynami poddania się mogą być m.in.: założenie dźwigni, duszenie, znalezienie się w pozycji uniemożliwiającej kontynuowanie walki, wyczerpanie sił, kontuzja.
Sposoby poddania się:
- odklepanie (ang. tap out) – ruch polegający na trzykrotnym klepnięciu ręką (rzadziej stopą) maty lub innej powierzchni (np. ciała przeciwnika),
- poddanie werbalne – zawodnik ustnie informuje o chęci poddania się,
- decyzja narożnika – poddanie zawodnika przez własny narożnik (np. przez wrzucenie na ring białego ręcznika) – w niektórych sportach kwalifikowane jako techniczny nokaut.

Techniczne poddanie – sędzia bądź lekarz zawodów nakazuje przerwanie walki w momencie, gdy jeden z zawodników stracił przytomność lub doznał poważnej kontuzji na skutek duszenia bądź dźwigni. W zależności od reguł, według których toczy się walka, stan taki określa się jako techniczne poddanie lub techniczny nokaut.